# Program funkcjonalno-użytkowy
Program funkcjonalno-użytkowy – opracowanie opisujące zamówienie, którego przedmiotem jest zaprojektowanie i wykonanie robót budowlanych. Zostają w nim określone wymagania i oczekiwania zamawiającego dotyczące zadania budowlanego (przeznaczenia wykonywanych robót oraz stawiane im wymagania techniczne, ekonomiczne, materiałowe, funkcjonalne i architektoniczne). Stanowi podstawę ustalania planowanych kosztów prac projektowych i robót budowlanych, przygotowania oferty przede wszystkim w zakresie obliczania jej ceny oraz wykonania prac projektowych.

## Struktura
Program funkcjonalno-użytkowy powinien zawierać następujące części:
- strona tytułowa obejmującą:
  - nazwę nadaną zamówieniu przez zamawiającego;
  - adres obiektu budowlanego, którego dotyczy program funkcjonalno-użytkowy;
  - w zależności od zakresu robót budowlanych objętych przedmiotem zamówienia - nazwy i kody:
    - grup robót,
    - klas robót,
    - kategorii robót;
    - imię i nazwisko lub nazwę zamawiającego oraz jego adres;
    - imiona i nazwiska osób opracowujących program funkcjonalno-użytkowy;
    - spis zawartości programu funkcjonalno-użytkowego.
- cześć opisową obejmująca w szczególności:
  - opis ogólny przedmiotu zamówienia:
    - charakterystyczne parametry określające wielkość obiektu lub zakres robót budowlanych;
    - aktualne uwarunkowania wykonania przedmiotu zamówienia;
    - ogólne właściwości funkcjonalno-użytkowe;
    - szczegółowe właściwości funkcjonalno-użytkowe wyrażone we wskaźnikach powierzchniowo-kubaturowych ustalone zgodnie z Polską Normą PN-ISO 9836:1997 "Właściwości użytkowe w budownictwie. Określenie wskaźników powierzchniowych i kubaturowych", jeśli wymaga tego specyfika obiektu budowlanego, w szczególności:
      - powierzchnie użytkowe poszczególnych pomieszczeń wraz z określeniem ich funkcji,
      - wskaźniki powierzchniowo-kubaturowe, w tym wskaźnik określający udział powierzchni ruchu w powierzchni netto,
      - inne powierzchnie, jeśli nie są pochodną powierzchni użytkowej opisanych wcześniej wskaźników,
      - określenie wielkości możliwych przekroczeń lub pomniejszenia przyjętych parametrów powierzchni i kubatur lub wskaźników.

  - opis wymagań zamawiającego w stosunku do przedmiotu zamówienia, określone poprzez podanie odpowiednich w zależności od specyfiki obiektu budowlanego, wymagania dotyczące:
    - przygotowania terenu budowy;
    - architektury;
    - konstrukcji;
    - instalacji;
    - wykończenia;
    - zagospodarowania terenu.
- część informacyjną obejmująca:
  - dokumenty potwierdzające zgodność zamierzenia budowlanego z wymaganiami wynikającymi z odrębnych przepisów;
  - oświadczenie zamawiającego stwierdzające jego prawo do dysponowania nieruchomością na cele budowlane;
  - przepisy prawne i normy związane z projektowaniem i wykonaniem zamierzenia budowlanego;
  - inne posiadane informacje i dokumenty niezbędne do zaprojektowania robót budowlanych, w szczególności:
    - kopię mapy zasadniczej,
    - wyniki badań gruntowo-wodnych na terenie budowy dla potrzeb posadowienia obiektów,
    - zalecenia konserwatorskie konserwatora zabytków,
    - inwentaryzację zieleni,
    - dane dotyczące zanieczyszczeń atmosfery do analizy ochrony powietrza oraz posiadane raporty, opinie lub ekspertyzy z zakresu ochrony środowiska,
    - pomiary ruchu drogowego, hałasu i innych uciążliwości,
    - inwentaryzację lub dokumentację obiektów budowlanych, jeżeli podlegają one przebudowie, odbudowie, rozbudowie, nadbudowie, rozbiórkom lub remontom w zakresie architektury, konstrukcji, instalacji i urządzeń technologicznych, a także wskazania zamawiającego dotyczące zachowania urządzeń naziemnych i podziemnych oraz obiektów przewidzianych do rozbiórki i ewentualne uwarunkowania tych rozbiórek,
    - porozumienia, zgody lub pozwolenia oraz warunki techniczne i realizacyjne związane z przyłączeniem obiektu do istniejących sieci wodociągowych, kanalizacyjnych, cieplnych, gazowych, energetycznych i teletechnicznych oraz dróg samochodowych, kolejowych lub wodnych,
    - dodatkowe wytyczne inwestorskie i uwarunkowania związane z budową i jej przeprowadzeniem.